# Archimimus propinquus
Archimimus propinquus är en tvåvingeart som beskrevs av Guilherme A.M.Lopes och Tibana 1988. Archimimus propinquus ingår i släktet Archimimus och familjen köttflugor. Inga underarter finns listade i Catalogue of Life.